# 아차산로
아차산로(阿且山路, Achasan-ro)는 서울특별시 성동구 성수동1가 뚝섬역 교차로와 경기도 구리시 교문동 교문사거리를 연결하는 도로이다. 이전 명칭으로 경기 구리시 구간은  아차산길, 서울 광진구 구간은 아차성길로 불리기도 하였다. 서울 지하철 2호선의 뚝섬-구의구간이 이 도로 위를 지난다. 건대입구역 인근은 지정체가 꽤있는 편이다.

## 역사
한때 서울특별시 광진구 구간에는 '아차성길'로 되어 있었으며, 경기도 구리시 구간에는 '아차산길'로 되어 있었으나 현재는 '아차산로'로 명칭이 통일되었다. 기존에는 올림픽대교 북단 사거리에서 교문사거리에 이르는 구간이 아차산로 구간의 전부였으나 2009년부터 구의로(뚝섬역 사거리 ~ 올림픽대교 북단 사거리) 구간이 아차산로에 편입되었다.
- 2009년 7월 10일 : 2개 이상 시·도에 걸쳐 있는 도로로 아차산로를 고시[1]

## 주요 경유지
서울특별시
- 성동구 (성수동1가 · 성수동2가) - 광진구 (화양동 · 자양동 · 구의동 · 광장동)

경기도
- 구리시 (아천동 · 교문동)

## 노선
| 이름                    | 접속 노선                                       | 소재지     | 소재지                 | 비고   |
| ----------------------- | ----------------------------------------------- | ---------- | ---------------------- | ------ |
| 뚝섬역 교차로           | 왕십리로                                        | 서울특별시 | 성동구                 |        |
| 경동초등학교입구 교차로 | 성수일로                                        | 서울특별시 | 성동구                 |        |
| 성수역                  | 성수이로                                        | 서울특별시 | 성동구                 |        |
| 성수사거리              | 국도 제47호선 (동일로)                          | 서울특별시 | 성동구                 |        |
| 성수사거리              | 국도 제47호선 (동일로)                          | 서울특별시 | 광진구                 |        |
| 건대입구역 교차로       | 능동로                                          | 서울특별시 |                        |        |
| 자양사거리              | 국도 제3호선 (자양로)                           | 서울특별시 |                        |        |
| 구의역                  |                                                 | 서울특별시 |                        |        |
| 광진구청                |                                                 | 서울특별시 |                        |        |
| 서울광진우체국          | 강변역로                                        | 서울특별시 |                        |        |
| 올림픽대교북단 교차로   | 광나루로                                        | 서울특별시 |                        |        |
| 광장사거리              | 국도 제43호선 국도 제46호선 (천호대로) 강변북로 | 서울특별시 | 국도 제43, 46호선 구간 |        |
| 광진청소년수련관 시끌   | 구천면로                                        | 서울특별시 | 국도 제43, 46호선 구간 |        |
| 아치울삼거리            | 토평강변로                                      | 구리시     | 국도 제43, 46호선 구간 | 교문동 |
| 아치울마을입구 교차로   | 아치울길                                        | 구리시     | 국도 제43, 46호선 구간 | 교문동 |
| 아천IC 교차로           | 사가정로 강변북로                               | 구리시     | 국도 제43, 46호선 구간 | 교문동 |
| 코스모스길삼거리        | 코스모스길                                      | 구리시     | 국도 제43, 46호선 구간 | 교문동 |
| 한다리마을입구 교차로   | 한다리길                                        | 구리시     | 국도 제43, 46호선 구간 | 교문동 |
| 도림삼거리              | 장자대로                                        | 구리시     | 국도 제43, 46호선 구간 | 교문동 |
| 정각사입구 교차로       | 이문안로                                        | 구리시     | 국도 제43, 46호선 구간 | 교문동 |
| 구리시청앞 교차로       |                                                 | 구리시     | 국도 제43, 46호선 구간 | 교문동 |
| 세무서입구삼거리        | 안골로                                          | 구리시     | 국도 제43, 46호선 구간 | 교문동 |
| 삼육고등학교앞 교차로   | 아차산로487번길                                 | 구리시     | 국도 제43, 46호선 구간 | 교문동 |
| 교문사거리              | 국도 제6호선 (경춘로)                           | 구리시     | 국도 제43, 46호선 구간 | 교문동 |
| 동구릉로와 직결         |                                                 |            |                        |        |

## 주요 건물 및 시설
- 한국방송통신대학교 서울지역대학 (서울특별시 성동구 아차산로 12)
- 뚝섬역 (서울특별시 성동구 아차산로 18)
- 코오롱 디지털타워3차 (서울특별시 성동구 아차산로 49)
- 큐브엔터테인먼트 (서울특별시 성동구 아차산로 83)
- 성수역 (서울특별시 성동구 아차산로 100)
- 영동테크노타워 (서울특별시 성동구 아차산로 103)
- 서울성수동우체국 (서울특별시 성동구 아차산로 104)
- 한서항공직업전문학교 분원 (서울특별시 광진구 아차산로 208)
- 한림타워오피스텔 (서울특별시 광진구 아차산로 229)
- 서울 지하철 2호선 건대입구역 (서울특별시 광진구 아차산로 243)
- 스타시티몰, 이마트 자양점 (서울특별시 광진구 아차산로 272)
- 래미안프리미어팰리스 (서울특별시 광진구 아차산로 345)
- 타워더모스트광진아크로텔 (서울특별시 광진구 아차산로 355)
- 구의역 (서울특별시 광진구 아차산로 384-1)
- 광진구청 (서울특별시 광진구 아차산로 400)
- 국민연금공단 성동광진지사 (서울특별시 광진구 아차산로 563)
- 광나루지구대 (서울특별시 광진구 아차산로 567)
- 구리 GS 챔피언스 파크 (경기도 구리시 아차산로 100)
- 구리경찰서 (경기도 구리시 아차산로 359)
- 도림초등학교 (경기도 구리시 아차산로 431)
- 구리시청 (경기도 구리시 아차산로 439)
- 구리아트홀 (경기도 구리시 아차산로 453)
- 경인지방통계청 구리사무소 (경기도 구리시 아차산로 505)